# Agout (Fluss)
Der Agout [aɡu] ist ein linker Nebenfluss des Tarn in der Region Okzitanien im Süden von Frankreich.

## Flusslauf
Der Agout entspringt in den Monts de l’Espinouse, an der Südwest-Flanke des gleichnamigen Gipfels Sommet de l’Espinouse, im Gemeindegebiet von Cambon-et-Salvergues. Auf seinem Weg berührt der die Départements Hérault und Tarn. Der Agout entwässert mit vielen Richtungsänderungen generell Richtung West bis Nordwest, durchquert dabei auf der ersten Hälfte seiner Strecke den Regionalen Naturpark Haut-Languedoc. Zwischen Vabre und Roquecourbe bahnt er sich mit mehreren Mäandern eine etwa 300 m tiefe Schlucht durch das Granit-Massif der Sidobre-Berge. Hinter Castres mündet er in ein breites Muldental ein, das er in weiten Mäandern durchfließt. Er mündet schließlich nach 194 Kilometern bei Saint-Sulpice-la-Pointe in den Tarn. Der Abfluss des Agout wird durch die Talsperren Barrage de la Raviège und zwei kleinere Dämme im Bereich der Schlucht reguliert.

## Orte am Fluss

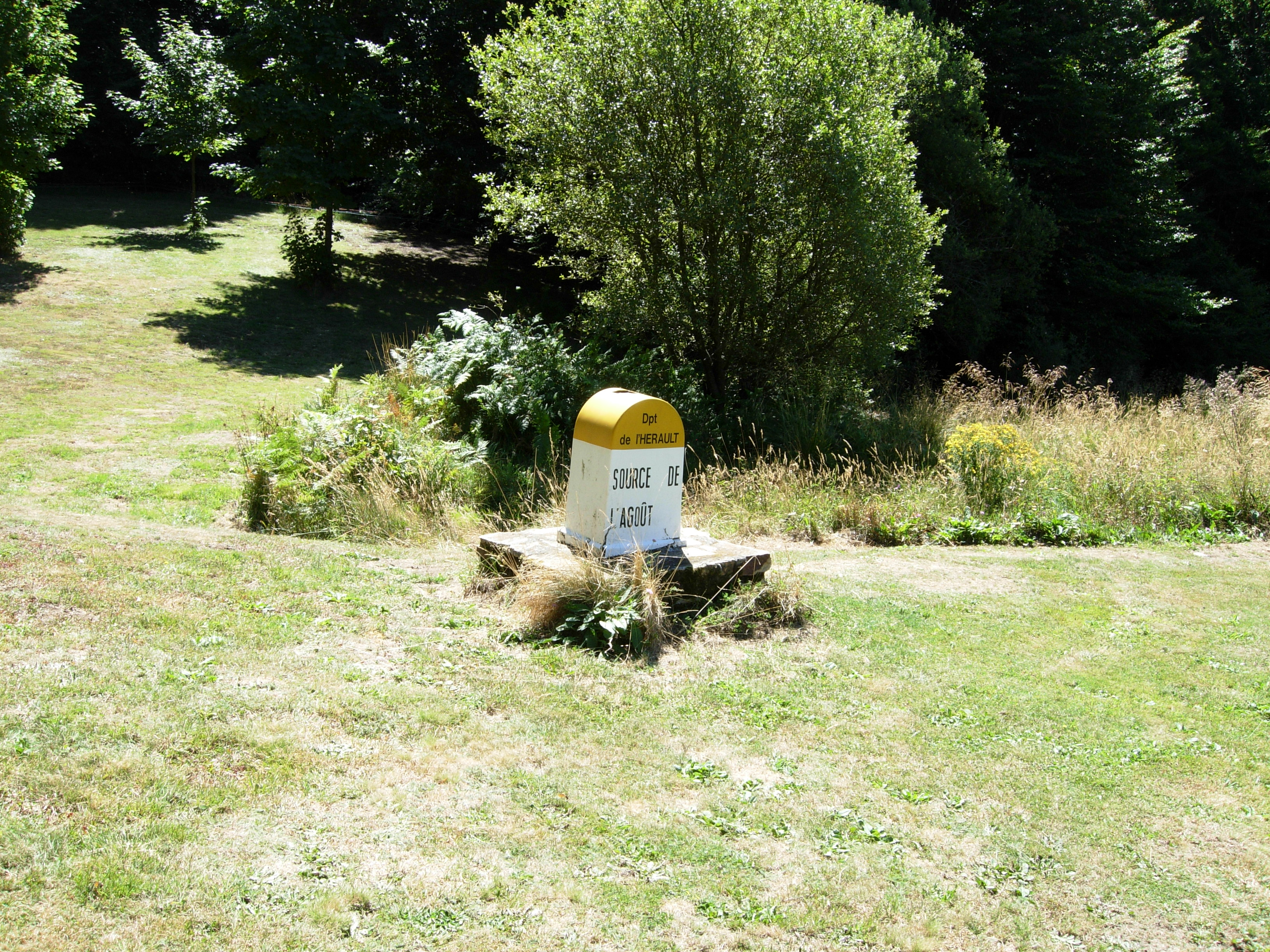
Cambon-et-Salvergues
- La Salvetat-sur-Agout
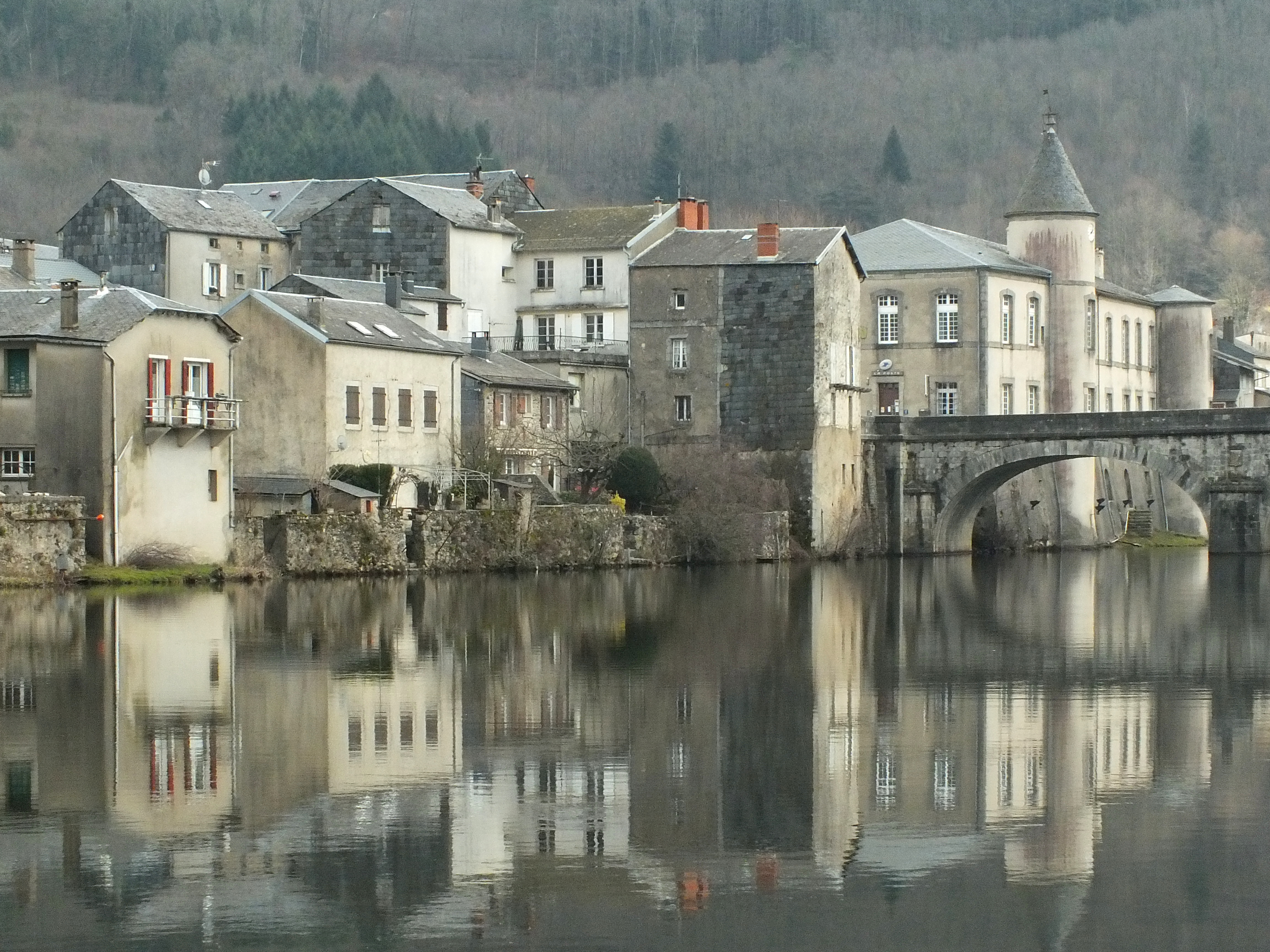
Brassac
- Roquecourbe
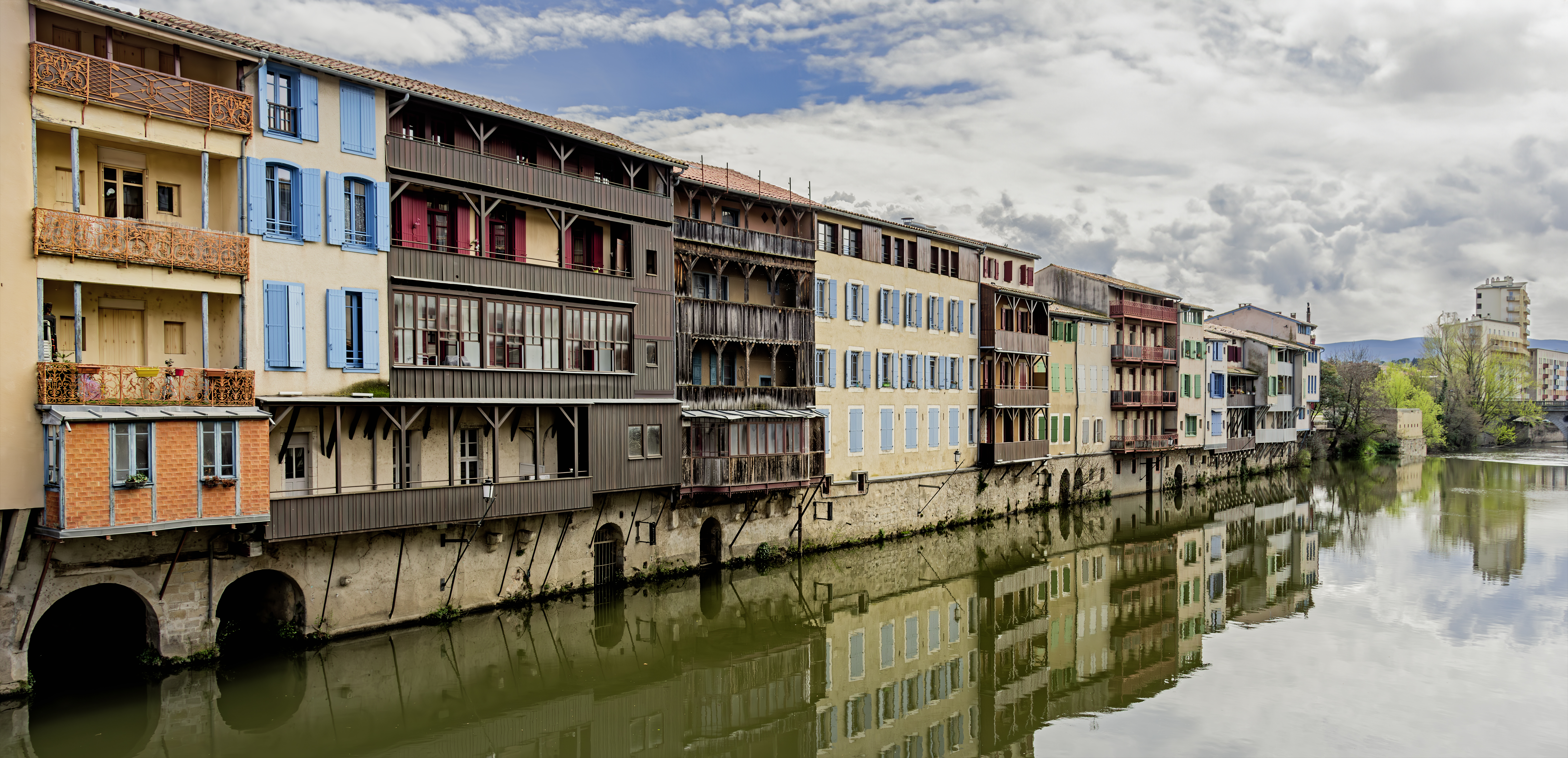
Castres
- Saïx
- Vielmur-sur-Agout
- Saint-Paul-Cap-de-Joux
- Lavaur
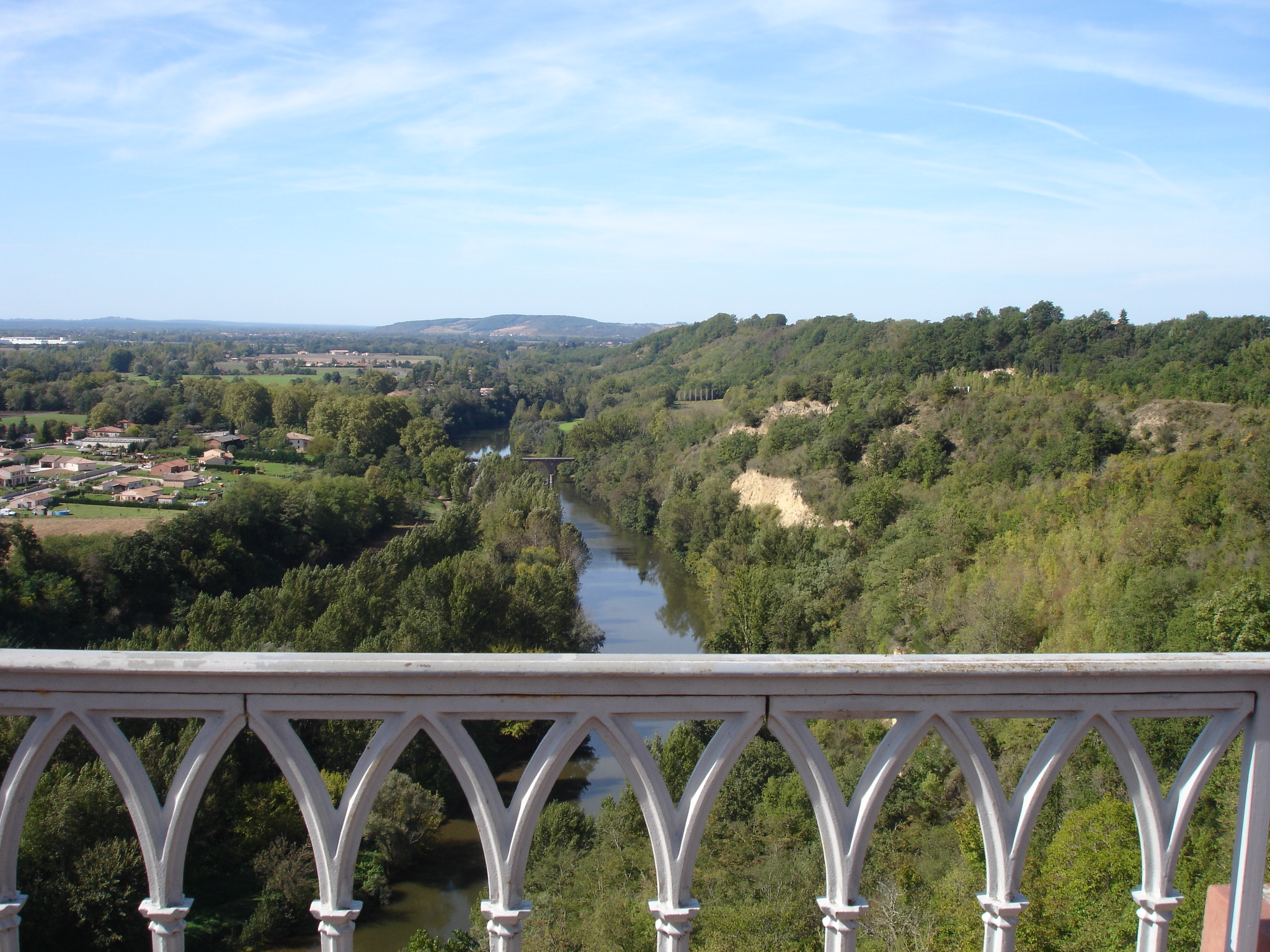
Giroussens
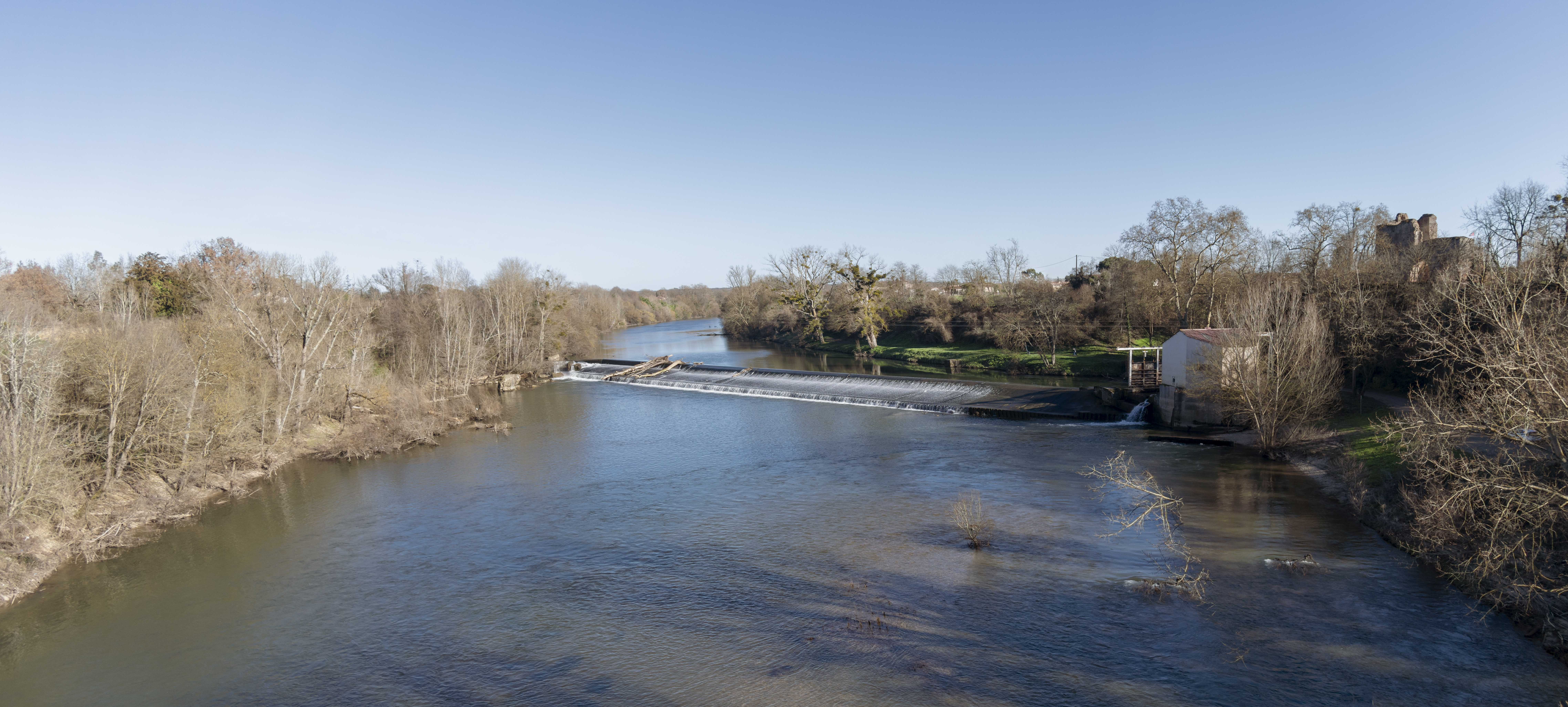
Saint-Sulpice-la-Pointe

- Cambon-et-Salvergues
- Brassac
- Castres
- Giroussens
- Saint-Sulpice-la-Pointe

## Sehenswürdigkeiten
- Pont de Lavaur
- Viaduc de Lavaur
- Kathedrale Saint-Alain in Lavaur